# Valley (Nebraska)
Valley è un comune degli Stati Uniti d'America, situato in Nebraska, nella contea di Douglas.